# Радаљ
Радаљ је насеље у Србији у општини Мали Зворник у Мачванском округу. Према попису из 2022. било је 1821 становника.
Овде се налазе Радаљска бања и Радаљско језеро.

## Демографија
У насељу Радаљ живи 1920 пунолетних становника, а просечна старост становништва износи 37,4 година (36,6 код мушкараца и 38,3 код жена). У насељу има 758 домаћинстава, а просечан број чланова по домаћинству је 3,29.
Ово насеље је великим делом насељено Србима (према попису из 2002. године).
|  |

| Демографија | Демографија | Демографија |
| Година      | Становника  | Становника  |
| ----------- | ----------- | ----------- |
| 1948.       | 1.901       |             |
| 1953.       | 2.189       |             |
| 1961.       | 2.590       |             |
| 1971.       | 2.502       |             |
| 1981.       | 2.342       |             |
| 1991.       | 2.574       | 2.525       |
| 2002.       | 2.497       | 2.584       |

| Етнички састав према попису из 2002.‍ | Етнички састав према попису из 2002.‍ | Етнички састав према попису из 2002.‍ | Етнички састав према попису из 2002.‍ | Етнички састав према попису из 2002.‍ |
| ------------------------------------ | ------------------------------------ | ------------------------------------ | ------------------------------------ | ------------------------------------ |
|                                      |                                      |                                      |                                      |                                      |
| Срби                                 | Срби                                 |                                      | 2.478                                | 99,23%                               |
| Чеси                                 | Чеси                                 |                                      | 2                                    | 0,08%                                |
| Руси                                 | Руси                                 |                                      | 2                                    | 0,08%                                |
| непознато                            | непознато                            |                                      | 2                                    | 0,08%                                |

| Година пописа     | 1948. | 1953. | 1961. | 1971. | 1981. | 1991. | 2002. |
| ----------------- | ----- | ----- | ----- | ----- | ----- | ----- | ----- |
| Број домаћинстава | 265   | 299   | 489   | 528   | 595   | 741   | 758   |

| Број чланова      | 1   | 2   | 3   | 4   | 5  | 6  | 7 | 8 | 9 | 10 и више | Просек |
| ----------------- | --- | --- | --- | --- | -- | -- | - | - | - | --------- | ------ |
| Број домаћинстава | 100 | 177 | 118 | 207 | 98 | 43 | 9 | 5 | 0 | 1         | 3,29   |

| Пол    | Укупно | Неожењен/Неудата | Ожењен/Удата | Удовац/Удовица | Разведен/Разведена | Непознато |
| ------ | ------ | ---------------- | ------------ | -------------- | ------------------ | --------- |
| Мушки  | 1.038  | 321              | 660          | 39             | 13                 | 5         |
| Женски | 994    | 172              | 671          | 134            | 13                 | 4         |
| УКУПНО | 2.032  | 493              | 1.331        | 173            | 26                 | 9         |

| Пол    | Укупно                    | Пољопривреда, лов и шумарство | Рибарство                            | Вађење руде и камена | Прерађивачка индустрија       |
| ------ | ------------------------- | ----------------------------- | ------------------------------------ | -------------------- | ----------------------------- |
| Мушки  | 581                       | 64                            | 0                                    | 8                    | 227                           |
| Женски | 241                       | 52                            | 0                                    | 1                    | 59                            |
| УКУПНО | 822                       | 116                           | 0                                    | 9                    | 286                           |
| Пол    | Производња и снабдевање   | Грађевинарство                | Трговина                             | Хотели и ресторани   | Саобраћај, складиштење и везе |
| Мушки  | 12                        | 58                            | 48                                   | 7                    | 55                            |
| Женски | 0                         | 1                             | 38                                   | 12                   | 5                             |
| УКУПНО | 12                        | 59                            | 86                                   | 19                   | 60                            |
| Пол    | Финансијско посредовање   | Некретнине                    | Државна управа и одбрана             | Образовање           | Здравствени и социјални рад   |
| Мушки  | 1                         | 19                            | 25                                   | 10                   | 6                             |
| Женски | 3                         | 4                             | 17                                   | 13                   | 18                            |
| УКУПНО | 4                         | 23                            | 42                                   | 23                   | 24                            |
| Пол    | Остале услужне активности | Приватна домаћинства          | Екстериторијалне организације и тела | Непознато            | Непознато                     |
| Мушки  | 6                         | 0                             | 0                                    | 35                   | 35                            |
| Женски | 7                         | 0                             | 0                                    | 11                   | 11                            |
| УКУПНО | 13                        | 0                             | 0                                    | 46                   | 46                            |

## Историја
На захтев Јована Цвијића, радаљски учитељ Никола Ненадовић је 1903. године, према Цвијићевим писменим упутствима, написао „Опис села Радаља”, један обиман етнографски текст који је Видосава Стојанчевић објавила у књизи „Рађевина и Јадар у списима Цвијићевих сараданика”. У свом студиозном раду, у оквиру којег је била и прецизна топографска скица села, учитељ Ненадовић је описао и својом руком нацртао цртеж масивног надгробног споменика, за који је из неког разлога утврдио да потиче баш из 1205. године. Уклесани текст на стећку гласи: СЕ ЛЕЖИ БОГУШ НА СВОЈЕ ЗЕМЉЕ НА ПЛЕМЕНИТО НАСТАВИ СИН ЈЕГОВ МИЛЕН. Изнад натписа налази се крст у облику „анка”. Аутохтоно место споменика било је „измеђ’ реке Радаља и школске зграде”. Године 1904, споменик је пренет у Етнографски музеј у Београду, где је стручном анализом утврђено да потиче из почетка 15-ог века. Први пут је представљен јавности на изложби организованој 1955. године, а затим је постављен на Калемегдан, код Деспотове капије, односно данашње Народне опсерваторије, где се и сада налази. Уклесани израз НА СВОЈЕ ЗЕМЉЕ НА ПЛЕМЕНИТО(ј), говори да је у питању надгробни стећак неког властелина.

### Први помен
Најстарији помен села Радаља је из 1452. године. У јесен те године, деспот Ђурађ је неколико месеци боравио у западној Србији и источној Босни. Састао се са босанским краљем Стефаном Томашом, са којим је склопио формални мир после дужег периода међусобних непријатељстава. На састанку два српска владара и рођака, договорено је да Томаш призна Ђурђево право на град Зворник, којег је деспот фактички држао већ дуже време. Са своје стране, деспот се обавезао да ће помоћи краљу у његовом сукобу са Ђурђрвим савезником, осионим херцегом Стефаном Вукчићем Косачом, по чијој ће титули средњовековно Захумље добити данашње име. Додатно, краљ Томаш је на себе преузео обавезу да посредује у спору смедеревског деспота са Млетачком републиком, у вези са спорним територијама у Зети. У свити деспота Ђурђа на преговорима са босанским краљем налазило се неколико Дубровчана, међу којима је најзначајнији био Паскоје Саркочевић, члан деспотовог „тајног савета” и „челник ризнички” српске Деспотовине. Саркочевић је писмо од 25. октобра 1452. године, којим је обавештавао своју животно заинтересовану Републику о току дипломатских преговора, адресирао „у селу Радаљу, код Зворника”. Документ је регистрован у протколној књизи фонда Lettere di Levante Архива Дубровачке републике.
Гранит за облагање Палате Главне поште у Београду, завршене 1938, потекао је из овог села - на вађењу хиљаду вагона камена могла је радити и половина становника сеоске општине.